# Léon Moreaux
Léon Ernest Moreaux (Féron, 10 marzo 1852 – Rennes, 11 novembre 1921) è stato un tiratore a segno francese.

## Biografia
In carriera, Moreaux seppe competere sia con la carabina che con la pistola. Partecipò ai Giochi della II Olimpiade di Parigi, nel 1900, dove vinse tre medaglie: medaglia d'argento nella pistola da 25 metri e nella pistola militare a squadre e medaglia di bronzo nella carabina militare a squadre. Vinse anche cinque medaglie ai Giochi olimpici intermedi del 1906 ad Atene, non sono considerate ufficiali dal CIO.
Tornò alle Olimpiadi nel 1908, a Londra, partecipando in tre differenti gare ma senza ottenere nessuna medaglia.
Moreaux ottenne anche molti successi ai campionati mondiali di tiro, dove vinse in tutto 20 medaglie in 10 differenti edizioni. L'ultima medaglia la conquistò ai campionati mondiali di Roma nel 1911: medaglia di bronzo nella carabina militare 300 m, proni.
Con lo scoppio della Grande Guerra, fu arruolato come soldato d'artiglieria nel 1914. Sopravvissuto a quella tragica esperienza, morì a Rennes nel 1921.

## Palmarès
| Anno | Manifestazione       | Sede      | Evento                                 | Risultato |
| ---- | -------------------- | --------- | -------------------------------------- | --------- |
| 1897 | Campionati mondiali  | Lione     | Carabina 300 m, 3 posizioni, a squadre | Bronzo    |
| 1898 | Campionati mondiali  | Torino    | Carabina 300 m, 3 posizioni            | Argento   |
| 1898 | Campionati mondiali  | Torino    | Carabina 300 m, 3 posizioni, a squadre | Oro       |
| 1898 | Campionati mondiali  | Torino    | Carabina 300 m, proni                  | Oro       |
| 1898 | Campionati mondiali  | Torino    | Carabina 300 m, in ginocchio           | Bronzo    |
| 1898 | Campionati mondiali  | Torino    | Carabina 300 m, in piedi               | Argento   |
| 1899 | Campionati mondiali  | L'Aia     | Carabina 300 m, 3 posizioni, a squadre | Argento   |
| 1899 | Campionati mondiali  | L'Aia     | Carabina 300 m, proni                  | Bronzo    |
| 1900 | Campionati mondiali  | Parigi    | Carabina 300 m, 3 posizioni, a squadre | Bronzo    |
| 1900 | Campionati mondiali  | Parigi    | Pistola 50 m a squadre                 | Argento   |
| 1900 | Olimpiadi            | Parigi    | Pistola automatica 25 m                | Argento   |
| 1900 | Olimpiadi            | Parigi    | Pistola militare a squadre             | Argento   |
| 1900 | Olimpiadi            | Parigi    | Carabina militare a squadre            | Bronzo    |
| 1902 | Campionati mondiali  | Roma      | Carabina 300 m, 3 posizioni, a squadre | Bronzo    |
| 1902 | Campionati mondiali  | Roma      | Pistola 50 m a squadre                 | Bronzo    |
| 1904 | Campionati mondiali  | Lione     | Carabina 300 m, 3 posizioni, a squadre | Bronzo    |
| 1904 | Campionati mondiali  | Lione     | Pistola 50 m a squadre                 | Bronzo    |
| 1905 | Campionati mondiali  | Bruxelles | Pistola 50 m a squadre                 | Bronzo    |
| 1906 | Campionati mondiali  | Milano    | Pistola 50 m a squadre                 | Bronzo    |
| 1906 | Olimpiadi intermedie | Atene     | Pistola automatica 25 m                | Argento   |
| 1906 | Olimpiadi intermedie | Atene     | Pistola da duello 20 m                 | Oro       |
| 1906 | Olimpiadi intermedie | Atene     | Carabina 50 m, posizione libera        | Bronzo    |
| 1906 | Olimpiadi intermedie | Atene     | Carabina a squadre                     | Bronzo    |
| 1906 | Olimpiadi intermedie | Atene     | Carabina militare 200 m                | Oro       |
| 1907 | Campionati mondiali  | Zurigo    | Pistola 50 m a squadre                 | Bronzo    |
| 1908 | Campionati mondiali  | Vienna    | Pistola 50 m a squadre                 | Bronzo    |
| 1909 | Campionati mondiali  | Amburgo   | Pistola 50 m a squadre                 | Bronzo    |
| 1911 | Campionati mondiali  | Roma      | Carabina militare 300 m, proni         | Bronzo    |